# Металлургические заводы Урала

Вариант карты уральских горных заводов

Всего на Урале и в Прикамье в XVII—XX веках было построено, по разным оценкам, 250—300 горных заводов различной специализации: чугунолитейных, медеплавильных, железоделательных и передельных. Всего в России насчитывалось около 500 горных заводов. Урал стал мировым центром горно-металлургической промышленности: в конце XVIII — начале XIX века Российская империя вышла в мировые лидеры по производству чёрных металлов, при этом уральские заводы производили около 80 % всего российского чугуна и железа, а доля производимой меди в стране достигала 100 %.
Практически все уральские заводы строились в непосредственной близости с залежами руды и рекой, которая перегораживалась плотиной с образованием пруда, а гидроэнергия обеспечивала действие заводских механизмов через систему водяных колёс и приводов. Полная зависимость заводов от наличия воды в пруду приводила к частым остановкам предприятий или их отдельных цехов на период до 200 дней в году, особенно в зимние периоды. Основным видом топлива был древесный уголь, который производился из древесины, добывавшейся на закреплённых за заводами обширных лесных дачах. Масштабные вырубки привели к тому, что к началу XIX века были истреблены леса на расстоянии от 5 до 25 вёрст от всех уральских заводов, а наиболее старые заводы были вынуждены размещать курени на расстоянии до 70 вёрст.
В 2001 году к 300-летию Уральской металлургии вышла энциклопедия «Металлургические заводы Урала XVII—XX вв.» под редакцией Вениамина Васильевича Алексеева. История Южноуральской металлургии подробно рассмотрена в двухтомнике супругов Георгия Фёдоровича и Зинаиды Ивановны Гудковых. В 2008 году был опубликован академический труд Вениамина Васильевича Алексеева и Дмитрия Васильевича Гаврилова «Металлургия Урала с древнейших времён до наших дней».
Список существовавших и существующих ныне металлургических заводов на территории Урала и Прикамья с XVII века:
| №   | Изображение                                                                                         | Наименование завода                                         | Основатели                                                       | Год основания   | Год закрытия | Примечания                                                                                                   |
| --- | --------------------------------------------------------------------------------------------------- | ----------------------------------------------------------- | ---------------------------------------------------------------- | --------------- | ------------ | --- |
| 1   | Здесь должна быть иллюстрация завода                                                                | Ницинский железоделательный завод                           | Казна                                                            | 1630            | 1699         | Производство переместилось на Невьянский завод                                                               |
| 2   | Рисунок завода из альбома В. де Геннина, 1735 год                                                   | Пыскорский медеплавильный завод                             | Казна                                                            | 1635            | 1829         | Перерыв в работе (1657—1723). Другое название — Нижний Пыскорский завод (1724—1829).                         |
| 3   | Здесь должна быть иллюстрация завода                                                                | Красноборский железоделательный завод                       | Казна                                                            | 1640            |              | Из-за истощения руд завод закрылся через непродолжительное время                                             |
| 4   | Здесь должна быть иллюстрация завода                                                                | Железное и укладное дело в Арамашевской слободе             | Казна                                                            | 1654            | 1655         | Предположительно, уничтожен от набега башкир                                                                 |
| 5   | Здесь должна быть иллюстрация завода                                                                | Тумашевский железоделательный завод                         | Д. А. Тумашев                                                    | 1669            | 1675         | Месторождение руды использовал Невьянский завод                                                              |
| 6   | Вид на Каменский завод, 1909                                                                        | Каменский чугунолитейный завод                              | Далматовский Успенский монастырь                                 | 1682            | 1926         | Другие названия: Верхнекаменский завод (1703—1723). Преемник — АО Уралэлектромаш.                            |
| 7   | Заводское клеймо                                                                                    | Саралинский завод                                           | Казна                                                            | 1689            | 1735         | |
| 8   | Вид на Невьянский завод, нач. XX века                                                               | Невьянский завод                                            | Казна                                                            | 1699            |              | |
| 9   | Здесь должна быть иллюстрация завода                                                                | Елабужский медеплавильный завод                             | Казна                                                            | конец XVII века | 1735         | |
| 10  | Здесь должна быть иллюстрация завода                                                                | Нижнеалапаевский завод                                      | Казна                                                            | 1704            | 1824         | Производство перемещено в Нейво-Алапаевский завод                                                            |
| 11  | План Уктусского завода, 1720                                                                        | Уктусский завод                                             | Казна                                                            | 1704            | 1749         | Верхне-Уктусский завод (1722—1749). Преемник — Уктусская золотопромывальная фабрика (1751—1854)              |
| 12  | Здесь должна быть иллюстрация завода                                                                | Мазуевский железоделательный завод                          | Ф. Н. Молодой                                                    | 1704            | 1744         | Производство перемещено на Егошихинский медеплавильный завод                                                 |
| 13  | Здесь должна быть иллюстрация завода                                                                | Шувакишский железоделательный завод                         | Л. И. Мясников                                                   | 1705            | 1716         | |
| 14  | Здесь должна быть иллюстрация завода                                                                | Мазуевский казенный медеплавильный завод                    | Казна                                                            | 1711            | 1712         | Производство перемещено на Кунгурский медеплавильный завод                                                   |
| 15  | Здесь должна быть иллюстрация завода                                                                | Кунгурский медеплавильный завод                             | Казна                                                            | 1712            | 1723         | Производство перемещено на Егошихинский медеплавильный завод                                                 |
| 16  | Здесь должна быть иллюстрация завода                                                                | Толмачёвский завод                                          | Казна                                                            | 1716            |              | |
| 17  | Здесь должна быть иллюстрация завода                                                                | Шуралинский железоделательный завод                         | Никита Демидов                                                   | 1716            | 1890         | |
| 18  | Здесь должна быть иллюстрация завода                                                                | Быньговский железоделательный завод                         | Никита Демидов                                                   | 1718            | 1873         | |
| 19  | Здесь должна быть иллюстрация завода                                                                | Верхнетагильский чугуноплавильный и железоделательный завод | Никита Демидов                                                   | 1720            | 1917         | Производство перемещено на Верх-Исетский завод, Невьянский завод и Калатинский завод                         |
| 20  | Медеплавильные печи Выйского завода, 1910                                                           | Выйский завод                                               | Никита Демидов                                                   | 1722            | 1918         | |
| 21  | Рисунок Екатеринбургского завода, 1874                                                              | Екатеринбургский завод                                      | Казна                                                            | 1723            | 1808         | Преемник — Екатеринбургский монетный двор                                                                    |
| 22  | Здесь должна быть иллюстрация завода                                                                | Лялинский медеплавильный завод                              | Казна                                                            | 1723            | 1779         | |
| 23  | Здесь должна быть иллюстрация завода                                                                | Небогатовский завод                                         | И. Небогатов                                                     | 1723            | 1732         | |
| 24  | План Егошихинского завода, 1730-е годы                                                              | Егошихинский медеплавильный завод                           | Казна                                                            | 1723            |              | |
| 25  | Заводское клеймо                                                                                    | Полевской медеплавильный завод                              | Казна                                                            | 1724            | 1930         | Преемник — Полевской машиностроительный завод                                                                |
| 26  | Завод-музей на месте Нижнетагильского завода и бывшая заводская контора                             | Нижнетагильский металлургический завод                      | А. Н. Демидов                                                    | 1725            | 1987         | Производство перемещено на Нижнетагильский металлургический комбинат                                         |
| 27  | Здесь должна быть иллюстрация завода                                                                | Давыдовский завод                                           | И. Тряпицин, И. Шмелев                                           | 1725            | 1733         | |
| 28  | Здесь должна быть иллюстрация завода                                                                | Нижне-Синячихинский завод                                   | Казна                                                            | 1726            | 1827         | |
| 29  | Здесь должна быть иллюстрация завода                                                                | Верх-Исетский завод                                         | Казна                                                            | 1726            |              | |
| 30  | Верхний и Нижний пруды на Лае                                                                       | Нижнелайский завод                                          | Казна                                                            | 1726            | 1909         | С 1863 года Нижне- и Верхнелайский заводы были объединены в Лайский завод                                    |
| 31  | Здесь должна быть иллюстрация завода                                                                | Таманский завод                                             | Строгановы                                                       | 1726            | 1773         | Другие названия: Атаманский завод                                                                            |
| 32  | Здесь должна быть иллюстрация завода                                                                | Лобвинский завод                                            | Т. Замойщиков (Замощиков)                                        | 1726            | 1730-е годы  | Другие названия: Замощиковский, Замойщиковский                                                               |
| 33  | Недействующий завод в 1912 году                                                                     | Шайтанский завод                                            | А. Н. Демидов                                                    | 1727            | 1907         | |
| 34  | Здесь должна быть иллюстрация завода                                                                | Верхне- и Нижнеиргинский заводы                             | П. И. Осокин, Г. П. Осокин, И. П. Осокин                         | 1728, 1771      | 1879         | |
| 35  | Суксун-завод середины XIX в. С акварели А. П. Щербакова. Государственный исторический музей, Москва | Суксунский завод                                            | Н. Н. Демидов                                                    | 1728            | 1879         | |
| 36  | Здесь должна быть иллюстрация завода                                                                | Черноисточинский завод                                      | А. Н. Демидов                                                    | 1728            | 1911         | |
| 37  | Здесь должна быть иллюстрация завода                                                                | Староуткинский завод                                        | А. Н. Демидов                                                    | 1729            |              | |
| 38  | Здесь должна быть иллюстрация завода                                                                | Кирсинский завод                                            | Г. М. Вяземский                                                  | 1729            |              | |
| 39  | Клеймо Анцубского завода                                                                            | Анцубский медеплавильный завод                              | И. Тряпицин                                                      | 1730            | 1743         | Другие названия: Кукморский, Тряпицинский, Янцобинский завод                                                 |
| 40  | Здесь должна быть иллюстрация завода                                                                | Талицкий завод                                              | И. Тряпицин                                                      | 1730            |              | |
| 41  | Здесь должна быть иллюстрация завода                                                                | Шайтанский завод                                            | А. Н. Демидов                                                    | 1731            |              | Другие названия: Васильево-Шайтанский завод. В 1973 году вошёл в состав Первоуральского новотрубного завода. |
| 42  | Здесь должна быть иллюстрация завода                                                                | Троицкий завод                                              | Казна                                                            | 1731            | 1770         | Другие названия: Соликамский, Талицкий                                                                       |
| 43  | Здесь должна быть иллюстрация завода                                                                | Коринский завод                                             | Красильниковы                                                    | 1731            | 1817         | Другие названия: Каринский, Ново-Коринский                                                                   |
| 44  | Заводская плотина, 2012                                                                             | Сысертский завод                                            | Казна                                                            | 1732            | 1930-е       | Преемник — Уралгидромаш                                                                                      |
| 45  | Здесь должна быть иллюстрация завода                                                                | Юговский завод                                              | П. И. Осокин, Г. П. Осокин                                       | 1732            | 1871         | Другие названия: Кнауфский, Юго-Кнауфский завод                                                              |
| 46  | Здесь должна быть иллюстрация завода                                                                | Шурминский завод                                            | А. Порзоров                                                      | 1732            | 1876         | |
| 47  | Заводские корпуса в конце XIX века                                                                  | Билимбаевский завод                                         | Н. Г. Строганов                                                  | 1733            | 1970-е       | |
| 48  | Здание механической фабрики, 2016                                                                   | Сылвинский завод                                            | Казна                                                            | 1734            | 1910         | Другие названия: Сылвенский, Верхне-Сылви(е)нский завод                                                      |
| 49  | Здесь должна быть иллюстрация завода                                                                | Ревдинский завод                                            | А. Н. Демидов                                                    | 1734            |              | Преемник — Ревдинский метизно-металлургический завод                                                         |
| 50  | Здесь должна быть иллюстрация завода                                                                | Шилвенский завод                                            | И. И. Небогатов, К. И. Небогатов                                 | 1734            | 1875         | Другие названия: Шильвенский, Шильвинский, Боровецкий                                                        |
| 51  | Здесь должна быть иллюстрация завода                                                                | Висимский завод                                             | Казна                                                            | 1735            | 1786         | |
| 52  | Вид на Северский завод, 1886                                                                        | Северский железоделательный завод                           | Казна                                                            | 1735            | 1826         | Преемник — Северский трубный завод                                                                           |
| 53  | Здесь должна быть иллюстрация завода                                                                | Нижне-Сусанский завод                                       | Казна                                                            | 1735            |              | Оборудование перемещено на Нейво-Шайтанский завод                                                            |
| 54  | Бывшая заводская плотина, 2013                                                                      | Нижне-Юговский завод                                        | Казна                                                            | 1735            | 1910         | |
| 55  | Здесь должна быть иллюстрация завода                                                                | Воскресенский завод                                         | И. Б. Твердышев                                                  | 1735            | 1902         | |
| 56  | Здесь должна быть иллюстрация завода                                                                | Бымовский завод                                             | А. Н. Демидов                                                    | 1736            | 1899         | |
| 57  | Здесь должна быть иллюстрация завода                                                                | Верхне-Туринский завод                                      | Казна                                                            | 1737            |              | Преемник — Верхнетуринский машиностроительный завод, также см. Гороблагодатские заводы                       |
| 58  | Мартеновский цех Кушвинского завода, около 1905 года                                                | Кушвинский завод                                            | Казна                                                            | 1739            |              | Преемник — Кушвинский завод прокатных валков, также см. Гороблагодатские заводы                              |
| 59  | Здесь должна быть иллюстрация завода                                                                | Висимо-Шайтанский завод                                     | А. Н. Демидов                                                    | 1740            | 1915         | |
| 60  | Здесь должна быть иллюстрация завода                                                                | Рождественский завод                                        | А. Н. Демидов                                                    | 1740            | 1876         | См. также Рождественские заводы                                                                              |
| 61  | Здесь должна быть иллюстрация завода                                                                | Бизярский завод                                             | П. И. Осокин                                                     | 1740            | 1863         | |
| 62  | Здесь должна быть иллюстрация завода                                                                | Шаквинский завод                                            | А. Н. Демидов                                                    | 1740            | 1862         | |
| 63  | Здесь должна быть иллюстрация завода                                                                | Курашимский завод                                           | Г. П. Осокин                                                     | 1741            | 1862         | Другие названия: Курашинский завод                                                                           |
| 64  | Камбарский машиностроительный завод, 2012                                                           | Камбарский завод                                            | Г. А. Демидов — основание, А. Г. Демидов — строительство         | 1741            |              | Преемник — Камбарский машиностроительный завод                                                               |
| 65  | Верхний пруд на Лае                                                                                 | Верхнелайский завод                                         | А. Н. Демидов                                                    | 1742            | 1909         | С 1863 года Нижне- и Верхнелайский заводы были объединены в Лайский завод                                    |
| 66  | Здесь должна быть иллюстрация завода                                                                | Верхне-Синячихинский завод                                  | Красильниковы                                                    | 1742            |              | |
| 67  | Здесь должна быть иллюстрация завода                                                                | Нижне-Сергинский завод                                      | Н. Н. Демидов                                                    | 1743            | 1957         | |
| 68  | Здесь должна быть иллюстрация завода                                                                | Таишевский завод                                            | С. Е. Иноземцев                                                  | 1743            | 1851         | Другие названия: Казанский завод                                                                             |
| 69  | Заводское клеймо 1799 года                                                                          | Ашапский завод                                              | А. Н. Демидов                                                    | 1744            | 1809         | Другие названия: Ашабский, Ашайский завод                                                                    |
| 70  | Здесь должна быть иллюстрация завода                                                                | Верхне-Юговский завод                                       | Казна                                                            | 1745            | 1893         | |
| 71  | Вид на завод, 1910                                                                                  | Каслинский завод                                            | Н. Н. Демидов                                                    | 1746            |              | Другие названия: Калинский чугунолитейный завод, Каслинский машиностроительный завод, Завод № 71             |
| 72  | Плотина заводского пруда, 2012                                                                      | Юго-Камский завод                                           | А. Г. Строгонов                                                  | 1746            |              | Преемник — Юго-Камский машиностроительный завод                                                              |
| 73  | Здесь должна быть иллюстрация завода                                                                | Берсутский завод                                            | А. И. Маленков                                                   | 1747            | 1806         | |
| 74  | Здесь должна быть иллюстрация завода                                                                | Нязепетровский завод                                        | П. И. Осокин                                                     | 1747            | 1914         | Преемник — Нязепетровский краностроительный завод                                                            |
| 75  | Здесь должна быть иллюстрация завода                                                                | Преображенский завод                                        | И. Б. Твердышев, И. С. Мясников                                  | 1748            | 1909         | |
| 76  | Здесь должна быть иллюстрация завода                                                                | Уинский завод                                               | Т. И. Шавкунов                                                   | 1748            | 1862         | С 1858 года назывался Ольгинский Второй                                                                      |
| 77  | Плотина Новоуткинского пруда, 2025                                                                  | Новоуткинский завод                                         | Казна                                                            | 1749            | 1916         | Преемник — завод «Искра»                                                                                     |
| 78  | Здесь должна быть иллюстрация завода                                                                | Мёшинский завод                                             | И. Ф. Ляпин, П. А. Келарев                                       | 1749            | 1874         | Другие названия: Ныртинский завод                                                                            |
| 79  | Доменный цех, 1898                                                                                  | Баранчинский завод                                          | Казна                                                            | 1749            | 1921         | Другие названия: Баранчинский Нижний, Нижнебаранчинский завод. См. также Гороблагодатские заводы.            |
| 80  | Вид на Мотовилихинский завод, около 1900 года                                                       | Мотовилихинский завод                                       | Казна                                                            | 1750            |              | |
| 81  | Здесь должна быть иллюстрация завода                                                                | Богоявленский завод                                         | И. Б. Твердышев                                                  | 1751            | 1887         | |
| 82  | Здесь должна быть иллюстрация завода                                                                | Иштеряковский завод                                         | С. Е. Иноземцев                                                  | 1751            | 1851         | |
| 83  | Здесь должна быть иллюстрация завода                                                                | Златоустовский завод                                        | М. П. Молосов                                                    | 1752            |              | Другие названия: Косотурский завод                                                                           |
| 84  | Заводская плотина, 2016                                                                             | Кусье-Александровский завод                                 | А. Г. Строгонов                                                  | 1752            | 1919         | |
| 85  | Здесь должна быть иллюстрация завода                                                                | Архангельский медеплавильный завод                          | И. Б. Твердышев, И. С. Мясников                                  | 1753            | 1891         | Другие названия: Аксынский завод. Производство продолжилось на Архангельском чугоноплавильном заводе.        |
| 86  | Здесь должна быть иллюстрация завода                                                                | Каноникольский завод                                        | Мосоловы                                                         | 1752            | 1871         | Другие названия: Кананикольский, Кано-Никольский                                                             |
| 87  | Здесь должна быть иллюстрация завода                                                                | Верхне-Троицкий завод                                       | И. П. Осокин                                                     | 1752            | 1866         | |
| 88  | Здесь должна быть иллюстрация завода                                                                | Верхнеавзянопетровский завод                                | П. И. Шувалов                                                    | 1753            | 1908         | |
| 89  | Здесь должна быть иллюстрация завода                                                                | Верхне-Сусанский завод                                      | С. Я. Яковлев                                                    | 1753            | 1824         | Другие названия: Сусанский верхний, Сузунский                                                                |
| 90  | Заводские корпуса, XIX век                                                                          | Пожевской завод                                             | Н. Г. Строганов                                                  | 1754            | 1935         | Другие названия: Пожвинский, Пожевский завод. Преемник — Пожвинский машиностроительный завод                 |
| 91  | Здесь должна быть иллюстрация завода                                                                | Архангельский медеплавильный завод                          | Г. С. Красильников                                               | 1754            | 1795         | Другие названия: Шаранский завод                                                                             |
| 92  | Здесь должна быть иллюстрация завода                                                                | Турьинский завод                                            | Г. И. Глазов                                                     | 1754            | 1862         | |
| 93  | Здесь должна быть иллюстрация завода                                                                | Хохловский завод                                            | М. А. Строганова                                                 | 1754            | 1888         | |
| 94  | Здесь должна быть иллюстрация завода                                                                | Верхне-Кыштымский завод                                     | Н. Н. Демидов                                                    | 1755            |              | |
| 95  | Здесь должна быть иллюстрация завода                                                                | Серебрянский железоделательный завод                        | П. И. Шувалов                                                    | 1755            | 1918         | См. также Гороблагодатские заводы                                                                            |
| 96  | Заводской пруд и плотина (1910)                                                                     | Катав-Ивановский завод                                      | И. Б. Твердышев                                                  | 1755            |              | |
| 97  | Здесь должна быть иллюстрация завода                                                                | Покровский завод                                            | А. И. Шувалов                                                    | 1755            | 1773         | Другие названия: Иковский завод                                                                              |
| 98  | Здесь должна быть иллюстрация завода                                                                | Бемышевский завод                                           | В. И. Осокин, Ф. Ф. Осокин                                       | 1756            | 1882         | |
| 99  | Здесь должна быть иллюстрация завода                                                                | Благовещенский завод                                        | М. С. Мясников                                                   | 1756            | 1898         | |
| 100 | Здесь должна быть иллюстрация завода                                                                | Вознесенский завод                                          | К. Е. фон Сиверс                                                 | 1756            | 1777         | |
| 101 | Здесь должна быть иллюстрация завода                                                                | Нытвенский завод                                            | Строгонова                                                       | 1756            |              | |
| 102 | Здесь должна быть иллюстрация завода                                                                | Нижнеавзянопетровский завод                                 | П. И. Шувалов                                                    | 1756            | 1897         | |
| 103 | Доменный цех (1910)                                                                                 | Саткинский завод                                            | А. С. Строганов                                                  | 1756            |              | |
| 104 | Здесь должна быть иллюстрация завода                                                                | Нювчимский завод                                            | Панов                                                            | 1756            | 1865         | |
| 105 | Здесь должна быть иллюстрация завода                                                                | Нижне-Кыштымский завод                                      | Н. Н. Демидов                                                    | 1757            |              | |
| 106 | Здесь должна быть иллюстрация завода                                                                | Юрюзанский завод                                            | И. Б. Твердышев                                                  | 1758            | 1908         | Преемник — Юрюзанский механический завод                                                                     |
| 107 | Здесь должна быть иллюстрация завода                                                                | Петропавловский завод                                       | М. М. Походяшин                                                  | 1758            | 1827         | |
| 108 | Здесь должна быть иллюстрация завода                                                                | Нючпасский завод                                            | И. Я. Курочкин                                                   | 1758            | 1865         | |
| 109 | Здание управления Воткинского завода, 2019                                                          | Воткинский завод                                            | П. И. Шувалов                                                    | 1758            |              | |
| 110 | Заводской пруд (1910)                                                                               | Усть-Катавский завод                                        | И. Б. Твердышев                                                  | 1758            | 1866         | |
| 111 | Здесь должна быть иллюстрация завода                                                                | Богословский на Кичуе завод                                 | Г. И. Глазов                                                     | 1758            | 1862         | |
| 112 | Общий вид Симского завода, фото С. М. Прокудина-Горского, между 1910 и 1916 годом                   | Симский завод                                               | И. Б. Твердышев, И. С. Мясников                                  | 1759            | 1919         | Другие названия: Верхнесимский завод                                                                         |
| 113 | Один из корпусов завода, перестроенный в мельницу, 2014                                             | Верхоторский медеплавильный завод                           | И. Б. Твердышев, И. С. Мясников                                  | 1759            | 1913         | |
| 114 | Бывший заводской пруд, 2011                                                                         | Усень-Ивановский завод                                      | И. П. Осокин                                                     | 1759            | 1866         | |
| 115 | Здесь должна быть иллюстрация завода                                                                | Шермяитский завод                                           | А. И. Глебов                                                     | 1759            | 1862         | С 1858 года назывался Ольгинский Первый                                                                      |
| 116 | Здесь должна быть иллюстрация завода                                                                | Кожимский завод                                             | И. Я. Курочкин                                                   | 1759            | 1910         | |
| 117 | Здесь должна быть иллюстрация завода                                                                | Пудемский завод                                             | П. А. Келарев                                                    | 1759            | 1920         | |
| 118 | Заводское клеймо                                                                                    | Нижне-Саранинский завод                                     | П. И. Осокин                                                     | 1760            | 1880         | Другие названия: Саранинский завод                                                                           |
| 119 | Здесь должна быть иллюстрация завода                                                                | Терминский завод                                            | Колесов                                                          | 1760            |              | |
| 120 | Вид на Кыновский завод, 1910                                                                        | Кыновский железоделательный завод                           | Н. Г. Строганов                                                  | 1760            | 1911         | |
| 121 | Здесь должна быть иллюстрация завода                                                                | Верхне-Уфалейский завод                                     | И. Молосов                                                       | 1760            |              | |
| 122 | Здесь должна быть иллюстрация завода                                                                | Николае-Павдинский завод                                    | М. М. Походяшин                                                  | 1760            | 1881         | |
| 123 | Здесь должна быть иллюстрация завода                                                                | Лудянский завод                                             | П. А. Келавр                                                     | 1760            |              | |
| 124 | Здесь должна быть иллюстрация завода                                                                | Троицко-Безненский завод                                    | Соловцов                                                         | 1760            | 1770         | |
| 125 | Ижевский оружейный и сталеделательный заводы. Около 1916 года                                       | Ижевский завод                                              | П. И. Шувалов                                                    | 1760            |              | В 1939 году разделён на сталеделательный и машиностроительный                                                |
| 126 | Здесь должна быть иллюстрация завода                                                                | Бисертский завод                                            | Г. А. Демидов                                                    | 1760            |              | |
| 127 | Плотина и корпуса бывшего завода в 2020 году                                                        | Очёрский завод                                              | А. С. Строганов                                                  | 1760            |              | Преемник — Очёрский машиностроительный завод                                                                 |
| 128 | Вид на завод, В. Л. Метенков, альбом «Виды Урала», 1900                                             | Нижнесалдинский металлургический завод                      | Н. А. Демидов                                                    | 1760            |              | |
| 129 | Здесь должна быть иллюстрация завода                                                                | Аннинский медеплавильный завод                              | И. Г. Чернышёв                                                   | 1760            | 1806         | Преемник — Аннинский монетный двор                                                                           |
| 130 | Здесь должна быть иллюстрация завода                                                                | Варзино-Алексеевский завод                                  | А. И. Тевкелев                                                   | 1760            | 1798         | |
| 131 | Здесь должна быть иллюстрация завода                                                                | Нижне-Троицкий завод                                        | И. П. Осокин                                                     | 1760            | 1866         | |
| 132 | Здесь должна быть иллюстрация завода                                                                | Верхне-Шайтанский завод                                     | Н. Н. Демидов                                                    | 1761            |              | В 1973 году вошёл в состав Первоуральского новотрубного завода                                               |
| 133 | Плотина и корпуса завода в начале XX века                                                           | Чёрмозский завод                                            | Н. Г. Строгонов                                                  | 1761            | 1956         | Другие названия: Че(ё)рмосский, Че(ё)рмазский, Че(ё)рмозской                                                 |
| 134 | Здесь должна быть иллюстрация завода                                                                | Курганский завод                                            | С. П. Ягужинский                                                 | 1761            | 1767         | |
| 135 | Здесь должна быть иллюстрация завода                                                                | Спасский завод                                              | П. И. Рычков                                                     | 1761            | 1767         | |
| 136 | Здание заводской конторы, около 1920 года                                                           | Белорецкий завод                                            | И. Б. Твердышев                                                  | 1762            |              | Преемник — Белорецкий металлургический комбинат                                                              |
| 137 | Здесь должна быть иллюстрация завода                                                                | Климовский завод                                            | Казна                                                            | 1762            | 1909         | |
| 138 | Заводская контора, 2011                                                                             | Верх-Нейвинский завод                                       | П. А. Демидов                                                    | 1762            | 1914         | |
| 139 | Здесь должна быть иллюстрация завода                                                                | Добрянский завод                                            | С. Г. Строганов                                                  | 1762            |              | |
| 140 | Здесь должна быть иллюстрация завода                                                                | Тисовский завод                                             | А. Г. Демидов                                                    | 1763            |              | |
| 141 | Здесь должна быть иллюстрация завода                                                                | Пыжманский завод                                            | И. П. Кобылев                                                    | 1763            | 1806         | |
| 142 | Заводская контора постройки 1893 года, 2012                                                         | Белохолуницкий завод                                        | А. И. Глебов                                                     | 1764            | 1909         | Другие названия: Холуницкий, Главнохолуницкий завод. Преемник — Белохолуницкий машиностроительный завод.     |
| 143 | Здесь должна быть иллюстрация завода                                                                | Лудянский завод                                             | П. А. Келарев                                                    | 1765            | 1770         | |
| 144 | Здесь должна быть иллюстрация завода                                                                | Ирнянский завод                                             | П. И. Рычков                                                     | 1766            | 1770         | |
| 145 | Здесь должна быть иллюстрация завода                                                                | Ильдинский завод                                            | Г. Красильников                                                  | 1766            |              | |
| 146 | Вид на Нижне-Туринский завод, около 1905 года                                                       | Нижне-Туринский завод                                       | Казна                                                            | 1766            | 1956         | См. также Гороблагодатские заводы                                                                            |
| 147 | Здесь должна быть иллюстрация завода                                                                | Буйский завод                                               | А. Мосолов                                                       | 1768            | 1876         | |
| 148 | Вид на доменный цех, 2014                                                                           | Верхне-Синячихинский завод                                  | С. Я. Яковлев                                                    | 1769            |              | |
| 149 | Здесь должна быть иллюстрация завода                                                                | Кагинский завод                                             | Е. Н. Демидов                                                    | 1769            | 1902         | |
| 150 | Здесь должна быть иллюстрация завода                                                                | Азяш-Уфимский завод                                         | Н. Н. Демидов                                                    | 1770            |              | |
| 151 | Здесь должна быть иллюстрация завода                                                                | Кухтурский завод                                            | Е. Н. Демидов                                                    | 1770            | 1774         | |
| 152 | Здесь должна быть иллюстрация завода                                                                | Суховязский завод                                           | И. Молосов                                                       | 1770            | 1891         | |
| 153 | Здесь должна быть иллюстрация завода                                                                | Верхне-Салдинский завод                                     | Н. А. Демидов                                                    | 1770            |              | |
| 154 | Здесь должна быть иллюстрация завода                                                                | Вагранский завод                                            | А. С. Строганов                                                  | 1770            | 1773         | |
| 155 | Здесь должна быть иллюстрация завода                                                                | Висимо-Уткинский завод                                      | Н. А. Демидов                                                    | 1771            | 1909         | |
| 156 | Вид на плотину и заводские постройки, XIX век                                                       | Богословский на Турье завод                                 | М. М. Походяшин                                                  | 1771            | 1917         | |
| 157 | Здесь должна быть иллюстрация завода                                                                | Песковский завод                                            | И. Я. Курочкин                                                   | 1772            |              | Преемник — Песковский литейный завод                                                                         |
| 158 | Здесь должна быть иллюстрация завода                                                                | Узянский завод                                              | Е. Н. Демидов                                                    | 1772            | 1920         | |
| 159 | Здесь должна быть иллюстрация завода                                                                | Заланский завод                                             | А. М. Молосов                                                    | 1772            | 1909         | |
| 160 | Здесь должна быть иллюстрация завода                                                                | Режевской завод                                             | С. Я. Яковлев                                                    | 1774            | 1930-е       | Другие названия: Режевский, Богоявленский завод. На месте предприятия построен Режский никелевый завод.      |
| 161 | Плотина заводского пруда, 2012                                                                      | Омутнинский завод                                           | И. П. Осокин                                                     | 1775            |              | Другие названия: Омутницкий завод. Преемник — Омутнинский металлургический завод.                            |
| 162 | Здесь должна быть иллюстрация завода                                                                | Ирбитский завод                                             | С. Я. Яковлев                                                    | 1776            |              | Преемник — Красногвардейский крановый завод                                                                  |
| 163 | Здесь должна быть иллюстрация завода                                                                | Нейво-Шайтанский завод                                      | Казна                                                            | 1776            |              | |
| 164 | Вид на Миасский завод                                                                               | Миасский завод                                              | Л. И. Лугинин                                                    | 1776            | 1829         | |
| 165 | Здесь должна быть иллюстрация завода                                                                | Вогульский завод                                            | С. Я. Яковлев                                                    | 1776            | 1873         | Местное название: «Вогульская плотина»                                                                       |
| 166 | Здесь должна быть иллюстрация завода                                                                | Верхне-Алапаевский завод                                    | С. Я. Яковлев                                                    | 1779            | 1824         | Производство перемещено на Нейво-Алапаевский завод                                                           |
| 167 | Здесь должна быть иллюстрация завода                                                                | Шурма-Никольский завод                                      | А. М. Молосов                                                    | 1780            |              | |
| 168 | Здесь должна быть иллюстрация завода                                                                | Елизавето-Нердвинский завод                                 | А. Н. Строганов                                                  | 1781            | 1791         | |
| 169 | Здесь должна быть иллюстрация завода                                                                | Артинский завод                                             | Лугинины                                                         | 1783            | 1791         | |
| 170 | Здесь должна быть иллюстрация завода                                                                | Миньярский завод                                            | И. И. Бекетова                                                   | 1784            |              | |
| 171 | Здание заводской конторы, 2017                                                                      | Лысьвенский завод                                           | В. А. Шаховская                                                  | 1784            |              | |
| 172 | Схема завода, 1870                                                                                  | Молёбский завод                                             | А. Г. Демидов                                                    | 1785            | 1907         | |
| 173 | Вид на Пашийский завод, плотину и пруд, 2020                                                        | Архангело-Пашийский завод                                   | М. М. Голицын, А. А. Голицына                                    | 1785            |              | Другие названия: Пашийский завод (с 1919 года). Преемник — Пашийский металлургическо-цементный завод.        |
| 174 | Здесь должна быть иллюстрация завода                                                                | Майкорский завод                                            | Строганов                                                        | 1785            |              | |
| 175 | Здесь должна быть иллюстрация завода                                                                | Пышминская стального дела фабрика                           | Казна                                                            | 1785            | 1792         | Производство перешло на Нижнеисетский завод в 1798 году                                                      |
| 176 | Плотина и сохранившиеся корпуса Бисерского завода, 2020                                             | Бисерский завод                                             | В. А. Шаховская                                                  | 1786            | 1926         | |
| 177 | Кусинский завод, открытка 1903 года                                                                 | Кусинский завод                                             | Л. И. Лугинин                                                    | 1787            |              | Преемник — Кусинский литейно-машиностроительный завод                                                        |
| 178 | Вид на Нижне-Исетский завод, 1900                                                                   | Нижне-Исетский завод                                        | Казна                                                            | 1788            | 1915         | |
| 179 | Здесь должна быть иллюстрация завода                                                                | Кизеловский завод                                           | И. Л. Лазарев                                                    | 1788            | 1918         | |
| 180 | Здесь должна быть иллюстрация завода                                                                | Екатерино-Сюзьвенский завод                                 | А. Н. Строганов                                                  | 1788            | 1823         | |
| 181 | Здесь должна быть иллюстрация завода                                                                | Петрокаменский завод                                        | Казна                                                            | 1789            | 1905         | |
| 182 | Здесь должна быть иллюстрация завода                                                                | Атигский завод                                              | М. П. Губин                                                      | 1790            | 1905         | |
| 183 | Здесь должна быть иллюстрация завода                                                                | Елизавето-Пожевской завод                                   | В. А. Всеволжский                                                | 1794            |              | |
| 184 | Здесь должна быть иллюстрация завода                                                                | Полазнинский завод                                          | И. Л. Лазарев                                                    | 1794            | 1920-е годы  | См. также Полазнинские заводы                                                                                |
| 185 | Здесь должна быть иллюстрация завода                                                                | Нижне-Верхнейвинский завод                                  | А. И. Яковлев                                                    | 1796            | 1912         | Другие названия: Верхнейвинский Нижний, Рудянский завод                                                      |
| 186 | Здесь должна быть иллюстрация завода                                                                | Боровский завод                                             | И. С. Яковлев                                                    | 1800            | 1909         | Другие названия: Боровской завод                                                                             |
| 187 | Здесь должна быть иллюстрация завода                                                                | Тирлянский завод                                            | А. Пашков                                                        | 1803            | 1909         | |
| 188 | Здесь должна быть иллюстрация завода                                                                | Верхне-Баранчинский завод                                   | Казна                                                            | 1806            | 1865         | |
| 189 | Здесь должна быть иллюстрация завода                                                                | Нижне-Уфалейский завод                                      | Казна                                                            | 1808            |              | |
| 190 | Здесь должна быть иллюстрация завода                                                                | Михайловский завод                                          | Казна                                                            | 1808            |              | |
| 191 | Здесь должна быть иллюстрация завода                                                                | Александровский завод                                       | В. А. Всеволжский                                                | 1808            |              | |
| 192 | Здесь должна быть иллюстрация завода                                                                | Нейво-Рудянский завод                                       | А. И. Яковлев                                                    | 1810            | 1918         | |
| 193 | Здесь должна быть иллюстрация завода                                                                | Чёрнохолуницкий завод                                       | С. С. Яковлев                                                    | 1810            | 1910         | |
| 194 | Здесь должна быть иллюстрация завода                                                                | Богородский завод                                           | И. Яковлев                                                       | 1814            | 1909         | |
| 195 | Здесь должна быть иллюстрация завода                                                                | Нижне-Троицкий завод                                        | Яковлевы                                                         | 1815            | 1831         | |
| 196 | Здесь должна быть иллюстрация завода                                                                | Нижне-Сылвенский завод                                      | А. И. Яковлев                                                    | 1816            | 1909         | Другие названия: Нижне-Сылвинский завод                                                                      |
| 197 | Здесь должна быть иллюстрация завода                                                                | Всеволодовильвенский завод                                  | В. А. Всеволжский                                                | 1818            | 1884         | |
| 198 | Здесь должна быть иллюстрация завода                                                                | Нейво-Алапаевский завод                                     | С. С. Яковлев                                                    | 1824            |              | Преемник — Алапаевский металлургический завод                                                                |
| 199 | Здесь должна быть иллюстрация завода                                                                | Чёрмозский завод                                            | Лазаревы                                                         | 1829            | 1850         | Другие названия: Чёрмозский Нижний завод, Екатерининская фабрика                                             |
| 200 | Здесь должна быть иллюстрация завода                                                                | Варваринский завод                                          | В. П. Бутеро-Родали                                              | 1833            |              | |
| 201 | Здесь должна быть иллюстрация завода                                                                | Нижне-Залазинский завод                                     | Н. И. Молосов                                                    | 1842            |              | |
| 202 | Здесь должна быть иллюстрация завода                                                                | Авроринский завод                                           | А. Н. Карамзин                                                   | 1850            | 1870-е       | |
| 203 | Здесь должна быть иллюстрация завода                                                                | Верхне-Сысертский завод                                     | П. Д. Соломирский                                                | 1854            |              | |
| 204 | Здесь должна быть иллюстрация завода                                                                | Кувинский завод                                             | Н. П. Строганова, С. Г. Строганов                                | 1854            | 1909         | |
| 205 | Здесь должна быть иллюстрация завода                                                                | Пышминско-Ключевской медеплавильный завод                   | Н. А. Стенбок-Фермор                                             | 1867            | 1926         | Преемник — Пышминский медеэлектролитный завод                                                                |
| 206 | Здесь должна быть иллюстрация завода                                                                | Залазино-Белорецкий завод                                   | Н. И. Молосов                                                    | 1856            | 1909         | |
| 207 | Здесь должна быть иллюстрация завода                                                                | Теплогорский завод                                          | П. П. Шувалов                                                    | 1884            | 1950-е годы  | Преемник — Теплогорский литейный завод                                                                       |
| 208 | Водонапорная башня Надеждинского завода, 2019                                                       | Надеждинский металлургический завод                         | А. А. Половцов                                                   | 1896            |              | Другие названия: Металлургический завод им. А. К. Серова                                                     |
| 209 | Здесь должна быть иллюстрация завода                                                                | Архангельский чугуноплавильный завод                        | Уфимское «Общество для эксплуатации железорудного месторождения» | 1899            | 1903         | |
| 210 | Здесь должна быть иллюстрация завода                                                                | Дегтярское рудоуправление                                   | АО Сысертского горного округа                                    | 1914            | 2010         | |
| 211 | Здесь должна быть иллюстрация завода                                                                | Калатинский медеплавильный завод                            | АО Верхисетских горных и механических заводов                    | 1914            |              | Преемник — Кировградская металлургическая компания                                                           |
| 212 | Вид на Красноуральский медеплавильный завод, 1930-е годы                                            | Красноуральский медеплавильный завод                        | Государство                                                      | 1931            |              | Преемник — АО Святогор                                                                                       |
| 213 | Вид на ММК, 1930-е годы                                                                             | Магнитогорский металлургический комбинат                    | Государство                                                      | 1932            |              | |
| 214 | Здание управления УЗТМ, 2014                                                                        | Уральский завод тяжёлого машиностроения                     | Государство                                                      | 1933            |              | |
| 215 | Медеплавильный цех Уралэлектромеди, 2016                                                            | Пышминский медеэлектролитный завод                          | Государство                                                      | 1934            |              | Преемник — Уралэлектромедь                                                                                   |
| 216 | Начало строительства обогатительной фабрики, 1935                                                   | Среднеуральский медеплавильный завод                        | Государство                                                      | 1940            |              | |
| 217 | | Медногорский медно-серный комбинат                          | Государство                                                      | 1940            |              | |
| 218 | Прессово-волочильный цех завода, 2011                                                               | Ревдинский завод по обработке цветных металлов              | Государство                                                      | 1941            |              | |
| 219 | Здесь должна быть иллюстрация завода                                                                | Кировградский завод твёрдых сплавов                         | Государство                                                      | 1942            |              | |
| 220 | Здесь должна быть иллюстрация завода                                                                | Уралхиммаш                                                  | Государство                                                      | 1942            |              | |
| 221 | Здесь должна быть иллюстрация завода                                                                | Каменск-Уральский завод по обработке цветных металлов       | Государство                                                      | 1942            |              | |
| 222 | | Орско-Халиловский металлургический комбинат                 | Государство                                                      | 1955            |              | Преемник — Уральская сталь                                                                                   |